# Amfilohije Radović
Amfilohije Radović (sérvio: Амфилохије Радовић, pronounciado [amfilɔ̌xijɛ râːdɔv̞itɕ]) (Bare Radovića, 7 de janeiro de 1938 – Podgorica, 30 de outubro de 2020) foi o arcebispo de Cetinje.
Seu papel na Guerra da Jugoslávia é considerado controverso.

## Biografia
Seu primeiro nome de nascimento é Risto (Ристо). Nomeado Bispo de Banat em 1985, alterou-o em 1991. Naquele ano, ele foi escolhido para ser o Metropolitano de Montenegro e do Litoral, cargo que ocupou até sua morte. Em 13 de novembro de 2007, depois que o Patriarca Paulo da Sérvia (1914-2009) havia sido transferido para um centro clínico, devido a sua saúde frágil, o Santo Sínodo da Radović SOC escolheu-o para exercer as funções do Patriarca. Patriarca Paulo morreu em 15 de novembro de 2009, e Amfilohije continuou seu papel como guardião do Trono. Ele deixou de exercer esse dever após a eleição de Irinej de Nis ter sido eleito como o novo patriarca em 22 de janeiro de 2010.
Morreu em 30 de outubro de 2020, após ficar internado desde o dia 6 desse mesmo mês em um hospital de Podgorica devido à COVID-19.